# اچ‌ام‌اس اردنت (۱۷۹۶)
اچ‌ام‌اس اردنت (۱۷۹۶) (به انگلیسی: HMS Ardent (1796)) یک کشتی بود که طول آن ۱۷۳ فوت ۳ اینچ (۵۲٫۸۱ متر) بود. این کشتی در سال ۱۷۹۶ ساخته شد.